# Dorothee Elmiger
Dorothee Elmiger, född 1985 i Schweiz, är en tyskspråkig författare. På svenska är Inbjudan till de våghalsiga (2011), Skiftsovare (2016) och Från sockerfabriken (2021) utgivna. För sin debutroman belönades hon med Ingeborg Bachmann-priset.